# Cidreag, Satu Mare
Cidreag (maghiară Csedreg) este un sat în comuna Porumbești din județul Satu Mare, Transilvania, România.

 Acest articol despre o localitate din județul Satu Mare este deocamdată un ciot. Puteți ajuta Wikipedia prin completarea lui.